# Егорова, Элеонора Валентиновна
Элеонора Валентиновна Егорова (3 апреля 1938 — 16 марта 2015, Москва) — советский и российский офтальмолог, доктор медицинских наук, профессор, директор Московского научно-исследовательского института глазных болезней им. Гельмгольца (1986—1989), член президиума Общества офтальмологов России, заслуженный деятель науки Российской Федерации.

## Биография
В 1964 году окончила клиническую ординатуру при кафедре глазных болезней Первого МОЛМИ. В 1968 г. — аспирантуру при кафедре глазных болезней того же института, защитила кандидатскую диссертацию на тему: «Морфологические основы применения низких температур в офтальмологии». Результаты исследований легли в основу применения криогенных методов, повсеместно применяемых в офтальмологии.
С 1968 года под руководством члена–корреспондента АМН и АМ СССР профессора С. Н. Фёдорова работала сначала врачом, затем младшим научным сотрудником, заведующей клиническим отделом, заведующей отделом хирургии и аллопластики хрусталика МНИИ «Микрохирургия глаза».
В 1978 году защитила диссертацию на соискание степени доктора медицинских наук на тему: «Комплексное хирургическое лечение стационарных травматических катаракт с интраокулярной коррекцией». Разработанные методы были внедрены в 22 клиниках Советского Союза и 12 зарубежных клиниках.
- 1986—1989 гг. — директор Московского научно-исследовательского института глазных болезней им. Гельмгольца.
- 1989—2006 гг. — руководитель Центра по работе с филиалами «МНТК Микрохирургия глаза».

В последние годы — заведующая отделом хирургии глаукомы ФГБУ "МНТК «Микрохирургия глаза» им. акад. С. Н. Фёдорова.
Являлась членом Европейского общества офтальмологов рефракционной и катарактальной хирургии, членом Президиума общества офтальмологов России,

## Научная деятельность
Основные исследования посвящены следующим темам:
- технологии хирургии травматической катаракты с имплантацией искусственного хрусталика,
- технологии хирургии катаракты с имплантацией искусственного хрусталика при сочетанной патологии глаза,
- информативные методы функционального и иммунологического прогноза осложнений хирургии катаракты,
- инструментарий и конструкции интраокулярных линз,
- морфофункциональные исследования при сочетанной патологии глаза при миопии высокой степени, псевдоэксфолиативном синдроме[1], глаукоме.

Разработанным под её руководством методам хирургии катаракты обучены сотни врачей, и технологии хирургии катаракты были внедрены в повседневную хирургическую практику в регионах России, филиалах комплекса, странах ближнего и дальнего зарубежья.
Под научным руководством ученого защищено 29 кандидатских диссертаций, 5 докторских диссертаций, с активным участием подготовлено 18 кандидатских диссертаций.
Автор более 400 научных работ, 7 монографий, 126 изобретений. Монография Э.В.Егоровой «Ошибки и осложнения при имплантации искусственного хрусталика» удостоена премии РАМН им М.И. Авербах. Среди других значимых работ: «Интраокулярная коррекция в хирургии осложненных катаракт» и «Ультразвуковая биомикроскопия в диагностике патологии переднего сегмента глаза».

## Награды и звания
- Орден Трудового Красного Знамени (1976).
- Заслуженный деятель науки Российской Федерации (2003).